# Резонанс (театр)
Резонанс — народний студентський театр ім. Валерія Дейнекіна при Центральноукраїнському державному педагогічному університеті ім. Володимира Винниченка.

## Історія
Театральний колектив театру створено ще у 1956 року народним артистом УССР К. Параконьєвим і в кінці 50-х вже поставлено перші вистави.
З 1973 року режисером-постановником студентського театру «Резонанс» став Валерій Дейнекін, який закінчив режисерський факультет Московського училища ім. Щукіна та працював у кропивницькому театрі ім. М.Кропивницького режисером-постановником.
З 1978 року колективу присвоєне звання «народний», згодом учасники дали своєму театру ім'я «Резонанс», тобто таке, що викликає відгук, відгук на сценічну дію.
У 1982 року театрові «Резонанс» присуджена висока нагорода — обласна премія імені Юрія Яновського за велику роботу з естетичного виховання молоді.
До 2003 року керівником театру залишався (аж до самої смерті) Валерій Дейнекін. З 2004 року театром опікується дружина Валерія Дмитровича — Федотова (Дейнекіна) Ірина Іллівна (заслужений артист України).
На честь театрмейстра театру було присуджено його ім'я (народний студентський театр «Резонанс» імені Валерія Дейнекіна).
Неодноразово театр нагороджувався почесними грамотами Ради Федерації профспілок Кіровоградської області, крім того, театр постійно бере активну участь у Всеукраїнському святі театрального мистецтва «Вересневі самоцвіти», яке проводиться щорічно.

## Постановки
- «Ніч після випуску» В. Тендрякова
- «Історія одного кохання» А. Тоболяка
- «Дізнання» П. Вайса
- «Єдиний спадкоємець» Ж. Реньяра
- «Наодинці зо всіма» О. Гельмана
- «Піти й не повернутись» В. Бикова
- «Поставте хлопчику трійку» О. Іващенка
- «Ми так звикли один до одного» В. Красногорова
- «Будьте здорові» П. Шено
- «Кришталевий черевичок» Є. Шварца
- «Золоте курча» В. Орлова
- «Банкрут» О. Островського
- «Вчитель російської» А. Буравського
- «Отак загинув Гуска» М. Куліша
- 2023, 22 травня — «Ох, ця ж Анна!» Марка Камолетті; реж. Ірина Дейнекіна[1]